# ル・ドーム
ル・ドーム（Le Dôme）は、フランスの老舗カフェ・ブラッスリー・レストラン。1898年、オーヴェルニュ出身のポール・シャンボンが、パリ14区モンパルナス大通り108番地で開店した、モンパルナスで最も長い歴史を誇るカフェである。パスキンからヘミングウェイ、サルトル、ボーヴォワールまで多くの画家や作家が集まった。ル・ドームの常連は「ドミエ」と呼ばれる。パリには珍しく魚介類の料理で有名なこのレストランのシェフは、日本人の三浦賢彦である。

## 歴史

### モンパルナスで最も長い歴史を誇るカフェ

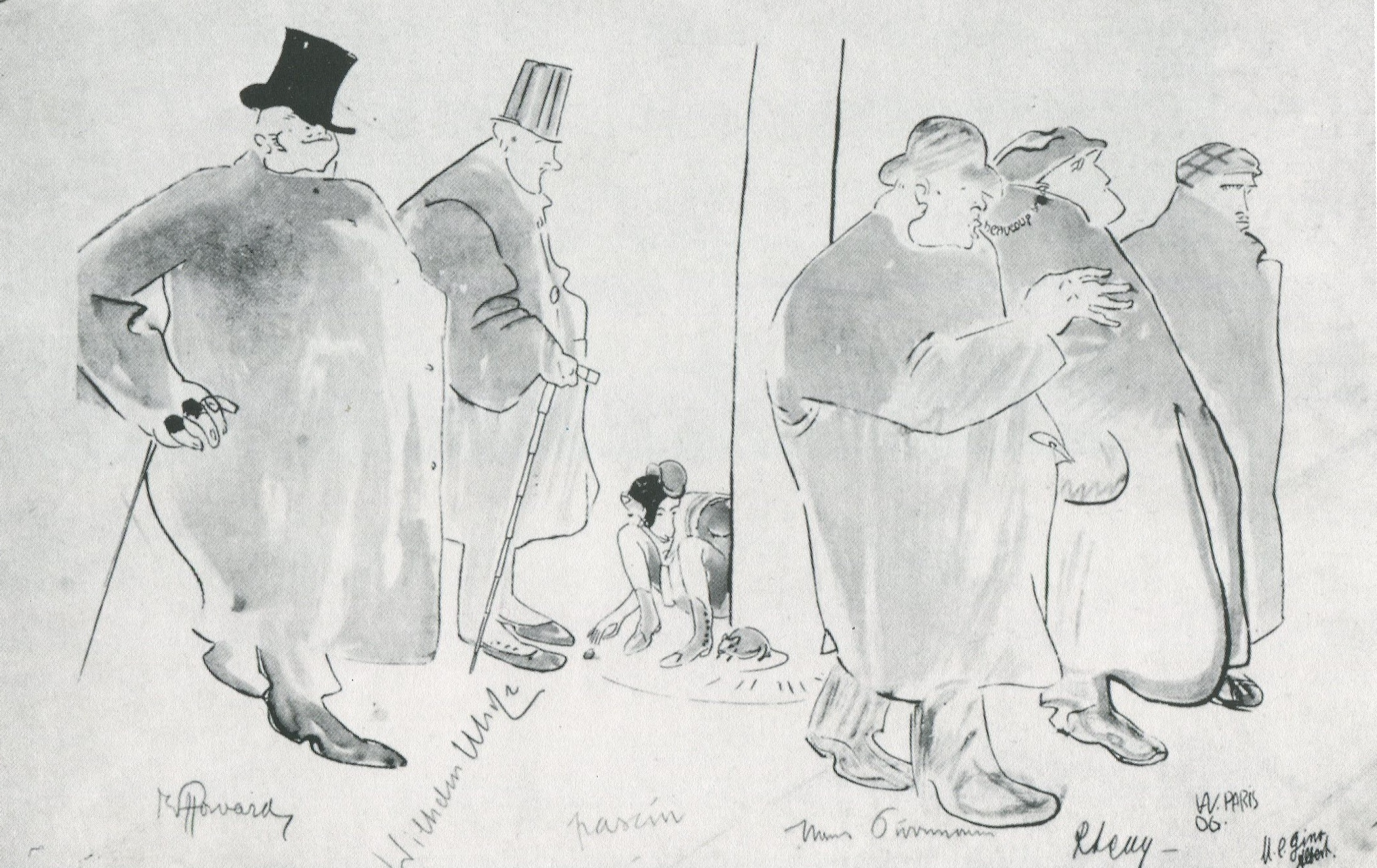
アルベルト・ヴァイスゲルバー作《カフェ・デュ・ドームの画家》（1906年）

1898年にル・ドームを創設したポール・シャンボンは、それまでモンマルトルに近い9区で15年ほどカフェを営んでいたが、開発が始まったばかりのモンパルナスのカルフール（交差点）・ヴァヴァンこそ、今後、最も重要な公共空間「アゴラ」となると予見していた。当初は煙草屋を兼ねた小さなカフェバーであったが、20世紀に入ってから、ミュンヘンでゴッホ展が開催されたのを機に、若い画家にとってパリが憧れの地となり、やがて主にドイツ人画家、特に反軍国主義・反教権主義の風刺雑誌『ジンプリチシムス』（1896年創刊）に風刺画を掲載していた画家が訪れるようになった。
『ジンプリチシムス』誌の風刺画家であったジュール・パスキンが渡仏したのは、1905年12月である。一方で、当時は主に裕福なアメリカ人やドイツ人が多かったが、常連の一人であったアポリネールは、テオドール・ジェリコー、ギュスターヴ・クールベ、ジョルジュ・スーラ、アンリ・ルソーについて論じるドイツ人画家が、富裕層の常連と関わることはなかったという。作家・美術評論家のアンドレ・ワルノーは、ル・ドームは「共同住宅であり、公共の場であり、宿屋であり、集会所であり、競売場であり、ゲットーであり、無法地帯であった」と語っている。

### ドミエ

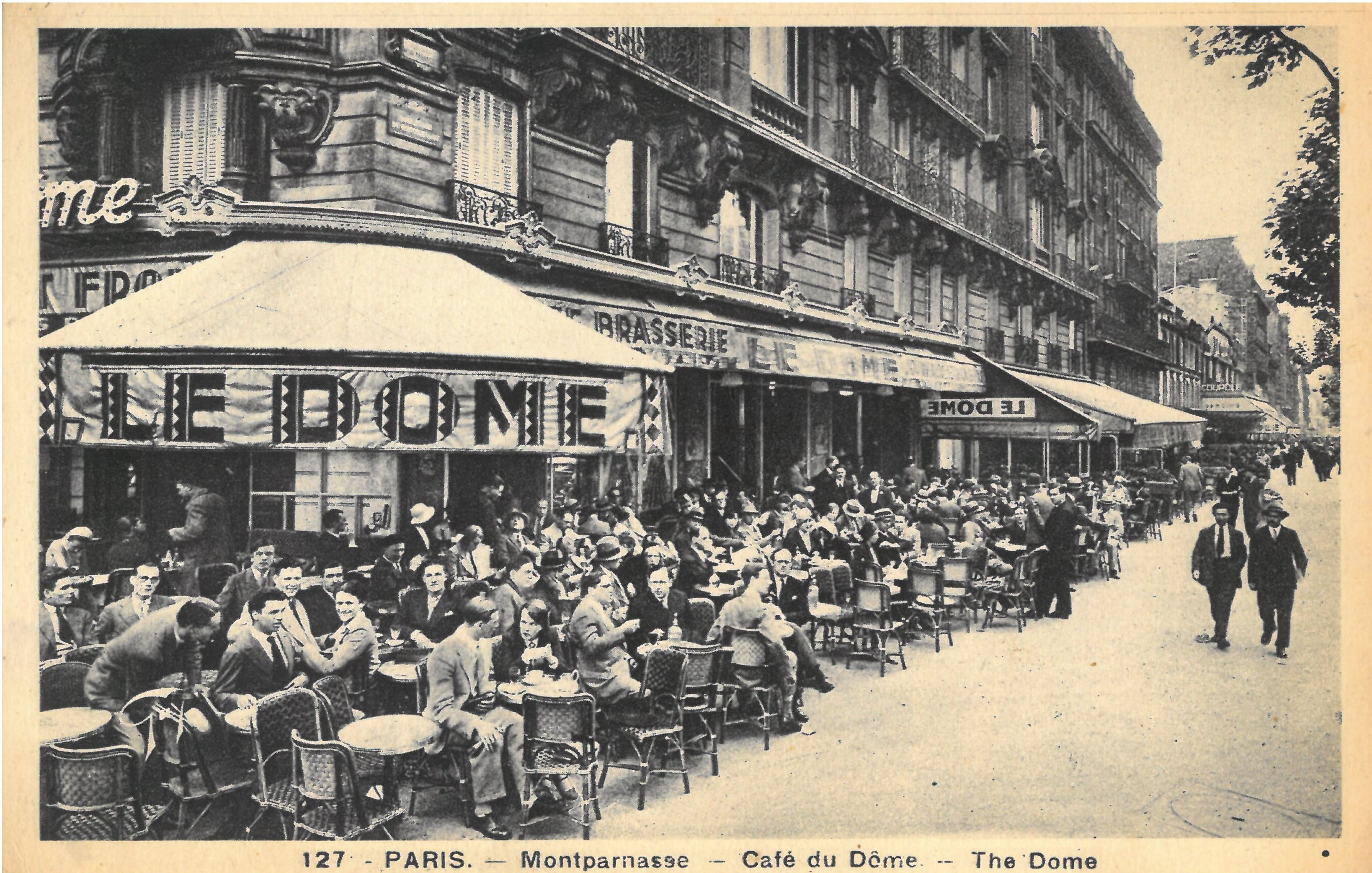
1900-1930年頃のル・ドーム

第一次大戦後の狂乱の時代と呼ばれた20年代がル・ドームの全盛期であった。大戦中に亡命していたパスキンもパリに戻った。芸術・文学の中心はモンマルトルからモンパルナスに移り、モディリアーニ、モイズ・キスリング、シャイム・スーティン、マリー・ローランサン、藤田嗣治ら主にエコール・ド・パリの画家が集まった。ガートルード・スタインに「失われた世代」と称されたアメリカの作家も多かった。ヘミングウェイ、フォークナー、エズラ・パウンド、シンクレア・ルイス、ヘンリー・ミラー、アナイス・ニンなどである。アンドレ・ブルトン、マックス・エルンスト、マン・レイ、ルイス・ブニュエルらのシュルレアリスト、さらに次世代のロバート・キャパ、ゲルダ・タロー、アンリ・カルティエ＝ブレッソンらの写真家も「ドミエ」であった。
サルトル、ボーヴォワールも常連であったが、特にル・ドームの向かいにある1903年創業の老舗カフェのラ・ロトンド（モンパルナス大通り105番地）と軒続きの建物（103番地）で生まれ、幼少期を過ごしたシモーヌ・ド・ボーヴォワールは、後にリセ・モリエールの教員に就任してゲテ通りに部屋を借りていた1936年から37年にかけて、ル・ドームでドイツ人客に混じって朝食をとる習慣があった。
現在は、アルバン・ミシェル出版社が近くにあり、作家のアメリー・ノートンやジャン＝クリストフ・グランジェも近くに住んでいることから、作家や出版関係者が多いが、アイルランドの俳優ピアース・ブロスナン、ミュージシャンのボノも渡仏の際には姿を見せるという。

## 経営者・シェフ
1970年にブラ夫妻が事業を引き継いだ。現在は二人の息子エドゥアールとマクシムが経営している。
1989年にル・ドームは、フランク・グローをシェフとして採用した。アラン・シャペル、ジャン・ドラベーヌ、マルク・ムノー、ミシェル・ゲラールに師事したグローによって、ル・ドームはこれ以後、魚介類料理専門のレストランとして名を馳せることになる。
30年近く勤務したグローが退職した後、ル・ドームは2018年5月に日本人のシェフ三浦賢彦（Yoshihiko Miura）を迎えることになった。ホテル西洋銀座で10年間料理人を務めた後、1998年に渡仏。2010年からオーベルジュ・デ・タンプィリエ（テンプル騎士団員の宿）のシェフをしているときに1つ星を受けた。星を受けたのは日本人で4人目である。かつてはバターをたっぷり使ったムニエルなどのこってりした料理が好まれたが、最近は、低温で蒸した魚や、軽く炙って焼き色を付けただけの魚、鯛のライムマリネなどを出している。

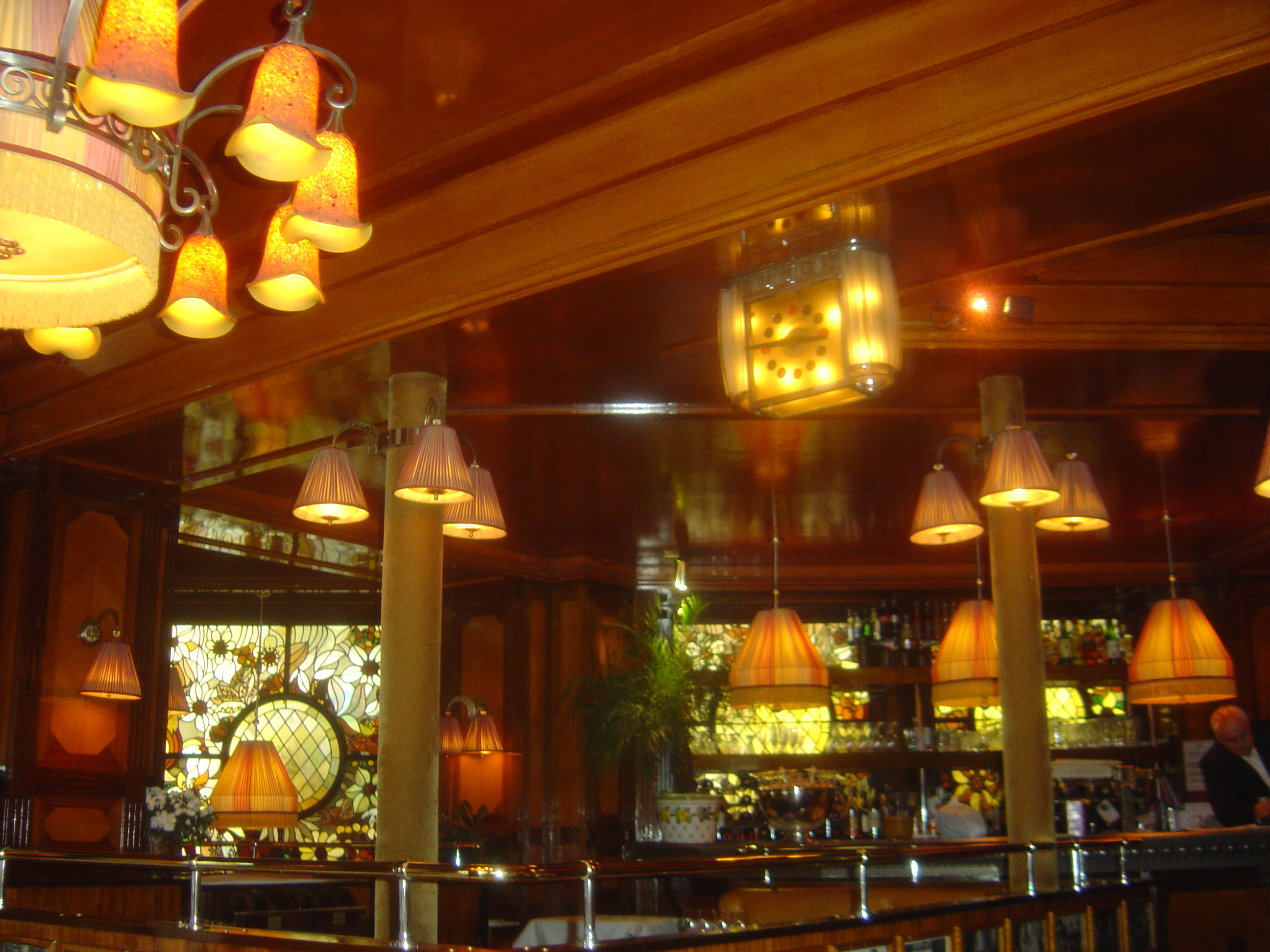
アール・デコ様式の内装

2016年11月10日、ル・ドームは「裁判上の更生手続」を開始した。1985年1月25日の法律85-98号による裁判上の更生手続は、即座に清算手続を行う「裁判上の清算手続」と異なり、事業の継続計画または譲渡計画によって解決を図るものであり、一定の期間を置いた後、更生手続によって解決不可能な場合に初めて、裁判所によって裁判上の清算手続が宣告される。これは、2015年11月13日のパリ同時多発テロ事件の影響で観光客が激減し、フランス人は外出を控えるようになったことが一因となっている。同じモンパルナス大通りのラ・クーポールも外国人客が60%減少したという。ル・ドームはパリ商事裁判所に事業継続計画を提出した。

## その他
内装：作家・美術評論家のアンドレ・サルモンはかつて、ル・ドームは「スタンダール風スカラ座のエプロンステージのようだ」と形容した。内装は、ロシア生まれのインテリア・デザイナー、スラヴィックによるアール・ヌーヴォーおよびアール・デコ様式である。
ダブル・ドーム賞：2018年に他の文学カフェにならってダブル・ドーム賞を創設した。音楽、文学、視覚芸術の分野において男性・女性1人ずつに与えられる賞で、審査員も男女同数とする。第1回は、女性では歌手のクララ・ルチアーニ、男性では作家のヴァンサン・アルマンドロスと写真家のピエール・フォールが同点で受賞した。
最寄駅：パリメトロ4号線ヴァヴァン駅（出口近く）。

## 参考資料
- André Salmon, Montparnasse: Mémoires, Paris, André Bonne, 1950.
- Jacqueline Mathilde Baldran, La naissance de Montparnasse.
- Georges Mercier, Café du Dôme, MONTMARTRE MONTPARNASSE.
- Denis Cosnard (2016), Le Dôme, nouvelle victime de la crise du tourisme, Le Monde.
- Alice Bosio (2016), Le Dôme Montparnasse en difficulté, Le Figaro.
- François-Régis Gaudry (2018), Le Dôme est-il en forme ?, L'Express.
- Elvire von Bardeleben (2018), La Coupole, le Dôme, Bouillon Chartier... Paris sera toujours brasseries !, Le Monde.